# Hagelkreuzstraße 18 (Mönchengladbach)

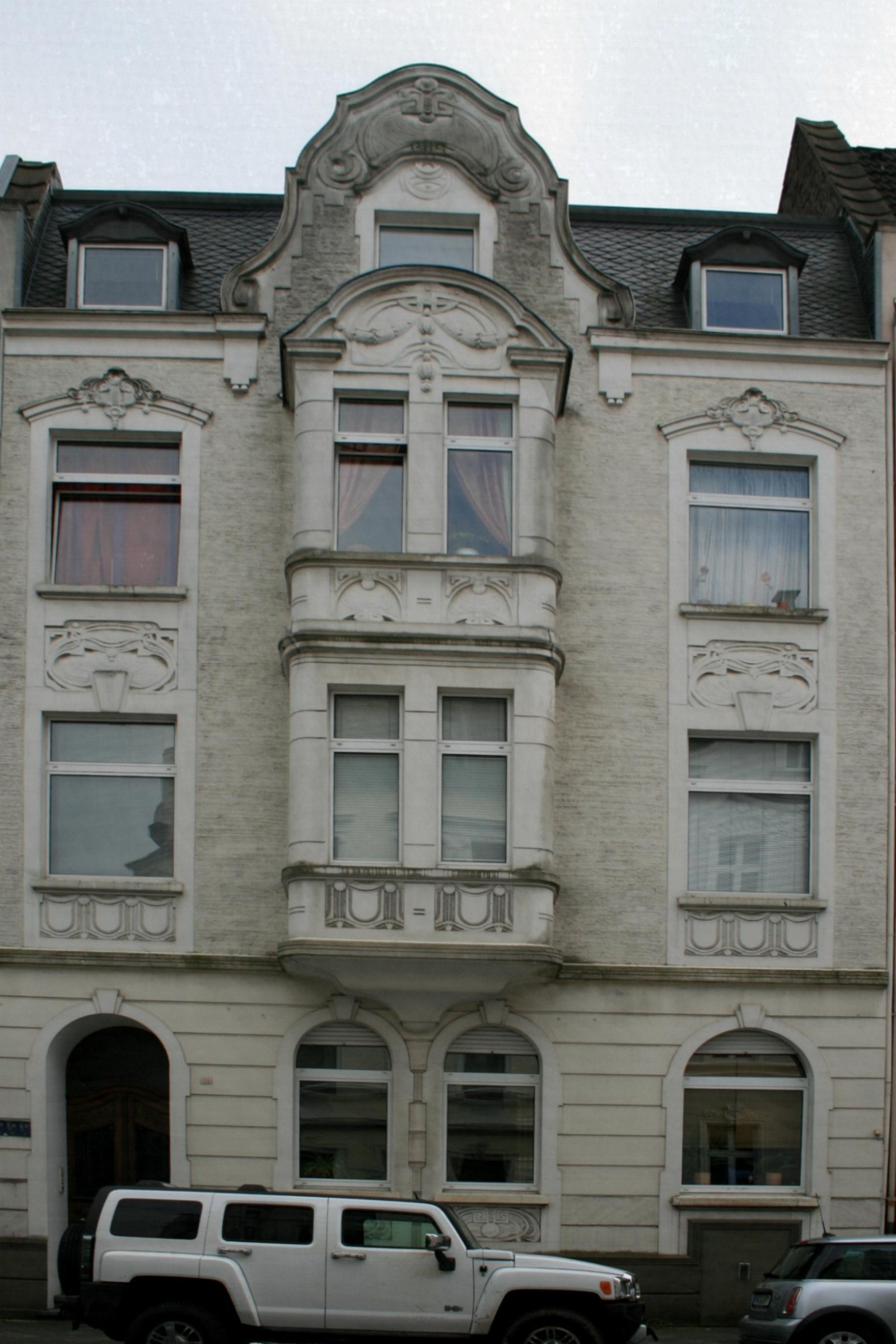
Wohnhaus (2010)

Das Wohnhaus Hagelkreuzstraße 18 steht in Mönchengladbach (Nordrhein-Westfalen).
Das Gebäude wurde 1908 erbaut. Es wurde unter Nr. H 001  am 4. Dezember 1984 in die Denkmalliste der Stadt Mönchengladbach eingetragen.

## Lage
Das Objekt liegt im Gebiet der nördlichen Stadterweiterung zwischen Wasserturm und Bunten Garten in einer weitgehend intakten, nur stellenweise durch Neubauten oder Fassadenmodernisierung gestörten Häuserzeile.

## Architektur
Es handelt sich um ein traufständiges, mehrachsiges, dreigeschossiges Wohnhaus unter Mansarddach mit mittelachsigem Erker im ersten Obergeschoss und zweitem Obergeschoss unter Schweifgiebel und geschweiftem Zwerchgiebel vor dem Dachgeschoss, flankiert von Gauben.